# ميلودي كوبر
ميلودي كوبر (بالإنجليزية: Melody Cooper)‏ هي لاعب هوكي الحقل نيوزيلندية، ولدت في 16 مارس 1983 في نيو بلايموث في نيوزيلندا.

## وصلات خارجية
- ميلودي كوبر على موقع أوليمبيديا (الإنجليزية)
- ميلودي كوبر على موقع اللجنة الأولمبية النيوزيلندية (الإنجليزية)